# Rabobank
Rabobank (Coöperatieve Rabobank U.A.) é uma multinacional holandesa bancária e de serviços financeiros. A Companhia é sediada em Utrecht, nos Países Baixos. Ela é uma líder global em serviços de financiamento para alimentação, agro financiamento e sustentabilidade orientada. O grupo compreende uma central holandesa com 89 (2019) locais independentes, e muitas subsidiarias. Rabobank é o segundo maior banco dos Países Baixos, em número de ativos.
O Rabobank era originalmente um banco cooperativo, fundado para ajudar os agricultores a financiar as suas atividades comerciais. E o Rabobank ainda é um importante financiador no sector agroindustrial.
A empresa está muito ligada ao ciclismo, inclusive possuía uma equipes patrocinada a Rabobank Ciclismo.

## Ligações Externas
- Sítio oficial